# Браєр (Вашингтон)
Браєр (англ. Brier) — місто (англ. city) в США, в окрузі Сногоміш штату Вашингтон. Населення — 6560 осіб (2020).

## Географія
Браєр розташований за координатами 47°47′33″ пн. ш. 122°16′25″ зх. д. / 47.79250° пн. ш. 122.27361° зх. д. (47.792450, -122.273710).  За даними Бюро перепису населення США в 2010 році місто мало площу 5,52 км², уся площа — суходіл.

## Демографія
Згідно з переписом 2010 року, у місті мешкало 6087 осіб у 2165 домогосподарствах у складі 1758 родин. Густота населення становила 1104 особи/км².  Було 2220 помешкань (403/км²).
Расовий склад населення:
| - 84,9 % — білих - 7,6 % — азіатів - 1,1 % — чорних або афроамериканців - 0,5 % — корінних американців - 0,2 % — вихідців з тихоокеанських островів - 1,4 % — осіб інших рас |

До двох чи більше рас належало 4,3 %. Частка іспаномовних становила 4,0 % від усіх жителів.
За віковим діапазоном населення розподілялося таким чином: 21,4 % — особи молодші 18 років, 69,0 % — особи у віці 18—64 років, 9,6 % — особи у віці 65 років та старші. Медіана віку мешканця становила 44,4 року. На 100 осіб жіночої статі у місті припадало 100,4 чоловіків;  на 100 жінок у віці від 18 років та старших — 100,3 чоловіків також старших 18 років.
Середній дохід на одне домашнє господарство  становив 114 097 доларів США (медіана — 102 944), а середній дохід на одну сім'ю — 120 442 долари (медіана — 112 574). Медіана доходів становила 65 459 доларів для чоловіків та 53 810 доларів для жінок. За межею бідності перебувало 5,0 % осіб, у тому числі 9,3 % дітей у віці до 18 років та 1,3 % осіб у віці 65 років та старших.
Цивільне працевлаштоване населення становило 3552 особи. Основні галузі зайнятості: освіта, охорона здоров'я та соціальна допомога — 24,9 %, роздрібна торгівля — 11,8 %, науковці, спеціалісти, менеджери — 11,5 %.